# Краснослободский район (Сталинградская область)
Краснослободский район — административно-территориальная единица в составе Сталинградского края и Сталинградской области, существовавшая в 1935—1955 годах. Центр — село (с 1938 — пгт) Красная Слобода.
Краснослободский район был образован в составе Сталинградского края 3 мая 1935 года.
В состав района вошли сельсоветы: Бурковский, Краснослободский, Кузьмичевский, Ново-Ахтубинский и Репинский.
16 июня 1935 года из части Бурковского с/с был образован Краснозаволжский с/с.
5 декабря 1936 года Краснослободский район вошёл в Сталинградскую область.
20 апреля 1938 года центр района село Красная Слобода получило статус рабочего посёлка. Вскоре Краснослободский с/с был упразднён.
13 июня 1941 года из части Ново-Ахтубинского с/с был образован Сарпинский с/с.
1 июля 1955 года Краснослободский район был упразднён, а его территория передана в Среднеахтубинский район.